# Yvette Michelin
Pour les articles homonymes, voir Michelin (homonymie).
 (février 2024).
La mise en forme du texte ne suit pas les recommandations de Wikipédia : il faut le « wikifier ».
Les points d'amélioration suivants sont les cas les plus fréquents :
- Les titres sont pré-formatés par le logiciel. Ils ne sont ni en capitales, ni en gras.
- Le texte ne doit pas être écrit en capitales (les noms de famille non plus), ni en gras, ni en italique, ni en « petit »…
- Le gras n'est utilisé que pour surligner le titre de l'article dans l'introduction, une seule fois.
- L'italique est rarement utilisé : mots en langue étrangère, titres d'œuvres, noms de bateaux, etc.
- Les citations ne sont pas en italique mais en corps de texte normal. Elles sont entourées par des guillemets français : « et ».
- Les listes à puces sont à éviter, des paragraphes rédigés étant largement préférés. Les tableaux sont à réserver à la présentation de données structurées (résultats, etc.).
- Les appels de note de bas de page (petits chiffres en exposant, introduits par l'outil «  Source ») sont à placer entre la fin de phrase et le point final[comme ça].
- Les liens internes (vers d'autres articles de Wikipédia) sont à choisir avec parcimonie. Créez des liens vers des articles approfondissant le sujet. Les termes génériques sans rapport avec le sujet sont à éviter, ainsi que les répétitions de liens vers un même terme.
- Les liens externes sont à placer uniquement dans une section « Liens externes », à la fin de l'article. Ces liens sont à choisir avec parcimonie suivant les règles définies. Si un lien sert de source à l'article, son insertion dans le texte est à faire par les notes de bas de page.
- La présentation des références doit suivre les conventions bibliographiques. Il est recommandé d'utiliser les modèles {{Ouvrage}}, {{Chapitre}}, {{Article}}, {{Lien web}} et/ou {{Bibliographie}}. Le mode d'édition visuel peut mettre en forme automatiquement les références.
- Insérer une infobox (cadre d'informations à droite) n'est pas obligatoire pour parachever la mise en page.

Pour une aide détaillée, merci de consulter Aide:Wikification.
Si vous pensez que ces points ont été résolus, vous pouvez retirer ce bandeau et améliorer la mise en forme d'un autre article.
Yvette Michelin est flécherande, autrice et chercheure née en 1941 et basée à Québec.

## Biographie

### Premiers pas vers le fléché
Yvette Michelin porte un intérêt à la technique du fléché depuis son passage à la première édition du Carnaval de Québec en 1954, où elle se procure sa première ceinture fléchée. À l'occasion de cet achat, sa mère, formée par les Ursulines au fléché, lui fera remarquer que le fléché traditionnel tissé aux doigts se raréfie au profit du fléché conçu au métier à tisser,. Quinze ans plus tard, Yvette Michelin débute son apprentissage à Sainte-Foy, auprès d’une instructrice: Marie-Anne Lemire de l’Ancienne-Lorette.

## Contributions dans le domaine du fléché
Déjà impliquée, depuis le début des années 1970, à la toute première association des artisans de ceinture fléchée du Québec, basée à Montréal, elle s’investit dans la transmission du fléché tissé aux doigts, non sans avoir auparavant, passé son certificat de compétence en Fléché. Étant une des premières, elle dut attendre en 1978 qu'il y ait quelques autres personnes à passer ce certificat.

### Collaboration avec le Carnaval de Québec
En 1979, Yvette Michelin et sa consœur Adèle Roy, ayant sensibilisé le Carnaval de Québec avec au fait que Bonhomme n’est pas une mascotte mais un ambassadeur de l’hiver, elle confectionne, sa compagne ayant fait le montage, une ceinture fléchée authentique pour Bonhomme Carnaval, qui possédait jusqu'alors une ceinture produite au métier. Près de 240 heures de tissage aux doigts seront nécessaires pour compléter cette création. La ceinture fléchée de Bonhomme est d'un modèle exclusif créé pour lui par Thérèse L. Bédard de Charlesbourg, décédée depuis.
En 1979 également, avec sa compagne Rachel Deslandes Émond jusqu'en 2003, Yvette Michelin aura sa première accréditation du Carnaval de Québec. En 1995, déjà connue des dirigeants du Château Frontenac, elle est invitée à faire la démonstration de Fléché dans le hall où elle invite 2 de ses compagnes. Elle collabore toujours en 2023 avec le Carnaval de Québec, et regroupe, parmi les flécherandes qui ont terminé leur apprentissage, des artisanes du Fléché qui font la démonstration dans le hall du Château Frontenac, durant la période du Carnaval,
Entre le 5 et le 23 février 1986, la flécherande préside le comité de l'exposition Parti en flèche, réalisée en collaboration avec l'Association des artisans de ceinture fléchée du Québec et le Carnaval de Québec. L'exposition est présentée à Montréal, à la Maison de la culture Notre-Dame-de-Grâce, puis à Québec, à la Bibliothèque Gabrielle-Roy,. Toujours impliquée comme bénévole, dans le cadre de la programmation du Carnaval, Yvette Michelin coordonne également le 12 février 1988 les artisanes du fléché de la section Québec de la première association. Son partenariat avec le Carnaval se poursuit au XXIe siècle, où elle offre à plusieurs reprises des démonstrations Fléché aux visiteurs, dans le hall du Château Frontenac,

### Autres implications
Au début des années 2000, Yvette Michelin présente le fléché au Japon dans le cadre d'une réunion culturelle de l'UNESCO.
Elle continue, à l'instar des années passées, de consacrer de nombreuses heures à s'impliquer dans le domaine des arts et du patrimoine, partout où on la demande.
Ayant commencé en 1996, des cours d'initiation au fléché au centre de Valorisation du Patrimoine vivant devenu ès Trad, la flécherande offre régulièrement, depuis 2006, des cours de fléché tissé aux doigts au Centre d'arts textiles de la Maison Routhier. Depuis 2017, elle dispense également des formations à la Maison des métiers d'art de Québec, donnant des cours en visioconférence pendant la pandémie de covid-19 (entre 2019 et 2021) pour former la relève.
En 2008, cherchant un mot rassembleur car elle ne tisse pas au métier, elle crée le mot flécherand d'après le verbe flécher du linguiste Jacques Laurin, éditions de l'Homme (1973). Ce mot plaît aux journalistes, ainsi qu'à la communauté de flécherands qui l'utilisent depuis.
En novembre 2009, invitée par Sharon Little, alors directrice  du Centre de conservation du Québec, l'artisane participe à la Conférence nord-américaine sur la Conservation du textile à Québec; plusieurs restaurateurs de musées internationaux bénéficieront des ateliers d'initiation au tissage aux doigts, de même que de la démonstration de son savoir-faire devant un public. Grâce à son influence dans le milieu, elle parvient, à élever au rang de terme privilégié, le mot flécherand passé en entrée principale du Grand Dictionnaire Terminologique de l'Office québécois de la langue française, qui désigne l'artisan pratiquant la technique traditionnelle du fléché,.
En 2014, Yvette Michelin érige, avec l'ethnomuséologue Claude Corriveau, l'exposition Le fléché, bien plus qu'une ceinture!, présentée à la Maison des jésuites de Sillery.

### Prix et distinctions
En mai 2011, la Ville de Québec reconnaît l'importance de son implication et lui décerne une mention d'honneur à l'occasion des Prix du patrimoine dans la catégorie «Porteurs de tradition». Deux années plus tard, en juin 2013, l'artisane reçoit formellement ce prix. En mai 2012, le Centre de valorisation du patrimoine vivant applaudit l'originalité qu'elle introduit au sein de la diffusion et de la pratique du fléché lui remettant le prix Innovation/tradition. Grâce à son implication dans le milieu du fléché, l'année suivante, elle et cinq autres collègues (incluant Françoise Dufresne-Bourret, Monique Genest LeBlanc, Marie-Berthe Guibault-Lanoix, France Hervieux et Jocelyne Venne) sont honorées au Centre régional d'animation du patrimoine oral par la Société québécoise d'ethnologie et le Centre québécois du patrimoine vivant en tant que flécherandes investies. En 2019, son engagement communautaire et sa contribution patrimoniale lui valent la Médaille de la Ville de Québec. En mai 2022, Yvette Michelin reçoit la médaille du Lieutenant-gouverneur (médaille d'argent), continuant toujours de s'impliquer au-delà de l'âge de la retraite.

### Publications

#### Monographies
- Fléché traditionnel et actuel. L'art du fléché québécois de la ceinture à la parure. Éditions Les Flécherands du Saint-Laurent, Québec, 2015, 88 pages.  (ISBN 978-29815209-0-6)
- 2éme éd., version bonifiée Fléché traditionnel et actuel. L'art du fléché québécois de la ceinture à la parure. Éditions Les Flécherands du Saint-Laurent, Québec, 2023, 88 pages.  (ISBN 978-29815209-1-3)

#### Articles
- «Une prouesse technique et esthétique». Continuité, 173 (été 2022), p. 42-43.